# L'avventura di Annabella
Pour plus de détails, voir Fiche technique et Distribution.
L'avventura di Annabella est une comédie italienne réalisée par Leo Menardi et sortie en 1943.

## Fiche technique
- Titre original italien : L'avventura di Annabella[1]
- Réalisateur : Leo Menardi
- Scénario : Franco Riganti, Leo Menardi, Vittorio Metz, Guglielmo Santangelo, Steno
- Photographie : Mario Bava
- Montage : Fernando Tropea (en)
- Musique : Giovanni D'Anzi, Gino Filippini (it)
- Décors : Virgilio Marchi (it)
- Société de production : Alleanza Cinematografica Italiana
- Pays de production :  Royaume d'Italie
- Langue originale : italien
- Format : Noir et blanc - 1,37:1 - Son mono - 35 mm
- Durée : 85 minutes
- Genre : Comédie
- Dates de sortie :
  - Royaume d'Italie : 31 mars 1943

## Distribution
- Fioretta Dolfi (it) : Annabella
- Maurizio D'Ancora : Roberto
- Paola Borboni : La mère d'Annabella
- Enrico Viarisio : Le père d'Annabella
- Amelia Chellini : La mère de Roberto
- Virgilio Riento : Le père de Roberto
- Cesco Baseggio : L'oncle de Roberto
- Anna Magnani : La mondaine
- Guido Barbarisi :
- Galeazzo Benti :
- Lia Corelli :
- Gorella Gori :
- Alfredo Martinelli :
- Lina Tartara Minora :
- Giacomo Moschini :
- Stefano Sibaldi :
- Gondrano Trucchi :